# Sân bay quốc tế Huntsville
Sân bay quốc tế Huntsville (mã sân bay IATA: HSV, mã sân bay ICAO: KHSV, mã sân bay FAA LID: HSV) cũng được biết đến với tên gọi sân bay Carl T. Jones, là một sân bay nằm 9 dặm (14 km) về phía tây nam khu kinh doanh trung tâm của Huntsville, một thành phố ở quận Madison, tiểu bang Alabama, Hoa Kỳ. Sân bay này là một phần của Port of Huntsville, và phục vụ khu vực thống kê kết hợp Huntsville-Decatur. Sân bay nằm ở số 1000 Đại lộ Glenn Hearn ở Huntsville, Alabama. Sân bay có cửa hàng, nhà hàng, và các bức bích họa lớn miêu tả cảnh hàng không khác nhau và khám phá vũ trụ. Nhà ga tiếp giáp với sân tập đánh golf. Đường băng phía tây của sân bay dài 3800 mét (12.600 [[foot), là dài thứ hai ở Đông Nam Hoa Kỳ, 400 foot ngắn hơn so với đường băng quốc tế tại sân bay quốc tế Miami.